# Sypniewo
Sypniewo è un comune rurale polacco del distretto di Maków, nel voivodato della Masovia.
Ricopre una superficie di 128,58 km² e nel 2004 contava 3 541 abitanti.